# Heřmanov, Žďár nad Sázavou
Heřmanov là một làng thuộc huyện Žďár nad Sázavou, vùng Vysočina, Cộng hòa Séc.